# Ольга Мельник
Ольга Мельник (нар. 20 травня 1995, Умань, Україна) — українська співачка, авторка та виконавиця власних пісень.

## Життєпис
Ольга Мельник народилася 20 травня 1995 року в місті Умань Черкаської області України.
З семи років вона займалася у майстерні естрадного мистецтва «Зоряна мрія» вінницького Палацу мистецтв.
Закінчила три курси Вінницького коледжу культури і мистецтв імені Миколи Леонтовича, факультет дошкільної освіти Вінницького педагогічного університету.
У 2009 році стала фіналісткою ювілейного рок-фестивалю «Червона рута».
У 2011 році була учасницею телевізійного проекту на каналі «Народна зірка» (Україна), де співала в дуеті з Владом Топаловим. 
У 2012 році стала лауреатом третьої премії міжнародного конкурсу молодих виконавців «Пісні моря». 
У 2013 році Ольга була учасницею телевізійного шоу на каналі «Битва хорів» (1+1) у складі львівського хору під керівництвом зіркового тренера Руслани Лижичко здобула перемогу.
У 2014 році стала суперфіналісткою четвертого сезону телевізійного проєкту «Голос країни». Її зірковим тренером на проєкті був Сергій Лазарев.
Після участі у вокальному шоу Ользі пропонували безліч контрактів. Але тоді, через стан здоров'я, вона не змогла використати свій шанс. У 19 років була прикутою до ліжка. Після хвороби Олі довелося навіть заново вчиться ходити. Досі проходить реабілітацію.
У 2019 році стала суперфіналісткою десятого сезону «Голос країни». Її зірковим тренером на проєкті була Тіна Кароль.
Ведуча солістка естрадно-духового оркестру «Він-Бенд» (художній керівник — заслужений артист України Валерій Новосад, головний диригент — Роман Береговий).
Живе у місті Вінниця.

### Захоплення
Хореографія та фотографія.

## Творчість
Пише пісні, записує кавери, монтує власні кліпи і публікує їх на YouTube.

### Музичні відео
| Рік  | Назва пісні |
| ---- | ----------- |
| 2019 | «Надежда»   |

## Відзнаки
- призерка міжнародних та всеукраїнських конкурсів[7]